# Veronika Erjavec
| jaar | rang enkelspel | rang dubbelspel |
| ---- | -------------- | --------------- |
| 2017 | 1208           | –               |
| 2018 | 663            | 589             |
| 2019 | 536            | 397             |
| 2020 | 552            | 441             |
| 2021 | 636            | 575             |
| 2022 | 392            | 188             |
| 2023 | 183            | 153             |
| 2024 | 171            | 125             |

Veronika Erjavec (Postojna, 30 december 1999) is een tennisspeelster uit Slovenië. Erjavec begon met tennis toen zij vijf jaar oud was. Haar favoriete ondergrond is gravel. Zij speelt rechtshandig en heeft een tweehandige backhand. Zij is actief in het internationale tennis sinds 2017.

## Loopbaan

### Enkelspel
Erjavec debuteerde in 2017 op het ITF-toernooi van Vrnjačka Banja (Servië). Zij stond in 2019 voor het eerst in een finale, op het ITF-toernooi van Tučepi (Kroatië) – zij verloor van de Tsjechische Johana Marková. In 2023 veroverde Erjavec haar eerste titel, op het ITF-toernooi van Osijek (Kroatië), door de Kroatische Tena Lukas te verslaan. Tot op heden(juli 2025) won zij zes ITF-titels, de meest recente in 2024 in Horb (Duitsland).
In 2023 kwalificeerde Erjavec zich voor het eerst voor een WTA-hoofdtoernooi, op het toernooi van Iași – zij bereikte er de tweede ronde. Zij stond in 2024 voor het eerst in een WTA-finale, op het WTA 125-toernooi van Cali – zij verloor van de Roemeense Irina-Camelia Begu.
In 2025 had zij haar grandslamdebuut op het Australian Open. In maart bereikte zij de halve finale van het WTA 125-toernooi van Antalya – daarmee kwam zij binnen op de top 150 van de wereldranglijst.
Haar hoogste notering op de WTA-ranglijst is de 136e plaats, die zij bereikte in juli 2025.

### Dubbelspel
Erjavec behaalde in het dubbelspel betere resultaten dan in het enkelspel. Zij debuteerde in 2017 op het ITF-toernooi van Vrnjačka Banja (Servië), samen met de Kroatische Ana Biškić. Zij stond in 2018 voor het eerst in een finale, op het ITF-toernooi van Antalya (Turkije), geflankeerd door landgenote Nina Potočnik – zij verloren van het Russische duo Oeljana Ajzatoelina en Vlada Koval. Enkele weken later veroverde Erjavec haar eerste titel, op het ITF-toernooi van Tučepi (Kroatië), samen met de Bosnische Nefisa Berberović, door het duo Tena Lukas en Saara Orav te verslaan. Tot op heden(juli 2025) won zij 22 ITF-titels, de meest recente in 2024 in Pazardzjik (Bulgarije).
In 2023 speelde Erjavec voor het eerst op een WTA-hoofdtoernooi, op het WTA 125-toernooi van Iași, samen met landgenote Dalila Jakupović – hier veroverde zij meteen haar eerste titel, door het Roemeense koppel Irina Maria Bara en Monica Niculescu te verslaan. Daarmee kwam zij binnen op de top 150 van de wereldranglijst. Tot op heden(juli 2025) won zij vier WTA-titels, de meest recente in 2025 in Iași, samen met de Hongaarse Panna Udvardy.
Haar hoogste notering op de WTA-ranglijst is de 110e plaats, die zij bereikte in juli 2025.

### Tennis in teamverband
In de periode 2023–2024 maakte Erjavec deel uit van het Sloveense Fed Cup-team – zij vergaarde daar een winst/verlies-balans van 1–5. In 2023 speelde zij op het niveau van de Wereldgroep, tijdens het eindtoernooi.

## Palmares
| Legenda                 |
| ----------------------- |
| Grandslamtoernooi       |
| Olympische Spelen       |
| Year-End Championships  |
| Premier Mandatory       |
| Premier Five / WTA 1000 |
| Premier / WTA 500       |
| International / WTA 250 |
| Challenger / WTA 125    |

### WTA-finaleplaatsen enkelspel
| nr.              | finale     | toernooi | ondergrond | tegenstandster     | score    |         |
| ---------------- | ---------- | -------- | ---------- | ------------------ | -------- | ------- |
| gewonnen finales |            |          |            |                    |          |         |
| geen             |            |          |            |                    |          |         |
| verloren finales |            |          |            |                    |          |         |
| 1.               | 2024-11-09 | WTA Cali | gravel     | Irina-Camelia Begu | 3-6, 3-6 | details |

### WTA-finaleplaatsen vrouwendubbelspel
| nr.              | finale     | toernooi     | ondergrond | partner             | tegenstandsters                      | score            |         |
| ---------------- | ---------- | ------------ | ---------- | ------------------- | ------------------------------------ | ---------------- | ------- |
| gewonnen finales |            |              |            |                     |                                      |                  |         |
| 1.               | 2023-07-23 | WTA Iași     | gravel     | Dalila Jakupović    | Irina Maria Bara Monica Niculescu    | 6-4, 6-4         | details |
| 2.               | 2024-01-06 | WTA Canberra | hardcourt  | Darja Semeņistaja   | Kaylah McPhee Astra Sharma           | 6-2, 6-4         | details |
| 3.               | 2024-11-09 | WTA Cali     | gravel     | Kristina Mladenovic | Tara Würth Katarina Zavatska         | 6-2, 7-6         | details |
| 4.               | 2025-07-20 | WTA Iași     | gravel     | Panna Udvardy       | María Lourdes Carlé Simona Waltert   | 7-5, 6-3         | details |
| verloren finales |            |              |            |                     |                                      |                  |         |
| 1.               | 2025-06-15 | WTA Grado    | gravel     | Dominika Šalková    | Quinn Gleason Ingrid Gamarra Martins | 2-6, 7-5, [5-10] | details |

### Gewonnen ITF-toernooien enkelspel
| nr. | finale     | toernooi                 | dotatie  | ondergrond | tegenstandster in finale  | score         |
| --- | ---------- | ------------------------ | -------- | ---------- | ------------------------- | ------------- |
| 1.  | 2023-04-30 | Osijek                   | $ 25.000 | gravel     | Tena Lukas                | 7-5, 6-2      |
| 2.  | 2023-07-30 | Horb                     | $ 25.000 | gravel     | Anna Gabric               | 5-7, 6-2, 6-3 |
| 3.  | 2023-08-06 | Cordenons                | $ 60.000 | gravel     | Alexandra Cadanțu-Ignatik | 6-3, 6-4      |
| 4.  | 2023-10-22 | Santa Margherita di Pula | $ 25.000 | gravel     | Leyre Romero Gormaz       | 2-6, 6-4, 7-5 |
| 5.  | 2024-04-21 | Koper                    | $ 75.000 | gravel     | Polona Hercog             | 6-4, 6-3      |
| 6.  | 2024-07-28 | Horb                     | $ 35.000 | gravel     | Julie Štruplová           | 7-5, 6-0      |

## Resultaten grandslamtoernooien
| Legenda | Legenda                          |
| ------- | -------------------------------- |
| g.t.    | geen toernooi gehouden           |
| l.c.    | lagere categorie                 |
| –       | niet deelgenomen                 |
| G       | uitgeschakeld in de groepsfase   |
| 1R      | uitgeschakeld in de eerste ronde |
| 2R      | uitgeschakeld in de tweede ronde |
| 3R      | uitgeschakeld in de derde ronde  |
| 4R      | uitgeschakeld in de vierde ronde |
| KF      | uitgeschakeld in de kwartfinale  |
| HF      | uitgeschakeld in de halve finale |
| F       | de finale verloren               |
| W       | het toernooi gewonnen            |
| w-v     | winst/verlies-balans             |

### Enkelspel
| toernooi        | 2025 |
| --------------- | ---- |
| Australian Open | 1R   |
| Roland Garros   | –    |
| Wimbledon       | 2R   |
| US Open         |      |